# Leptosiphon nuttallii
Leptosiphon nuttallii là một loài thực vật có hoa trong họ Polemoniaceae. Loài này được (A. Gray) J.M. Porter & L.A. Johnson mô tả khoa học đầu tiên năm 2000.

## Hình ảnh

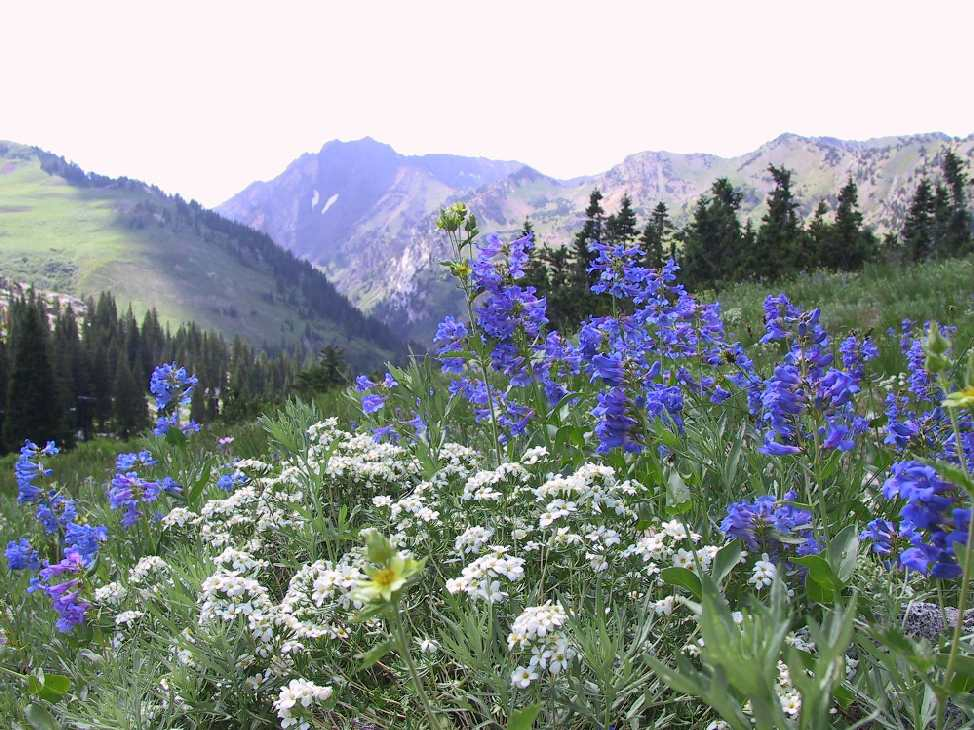
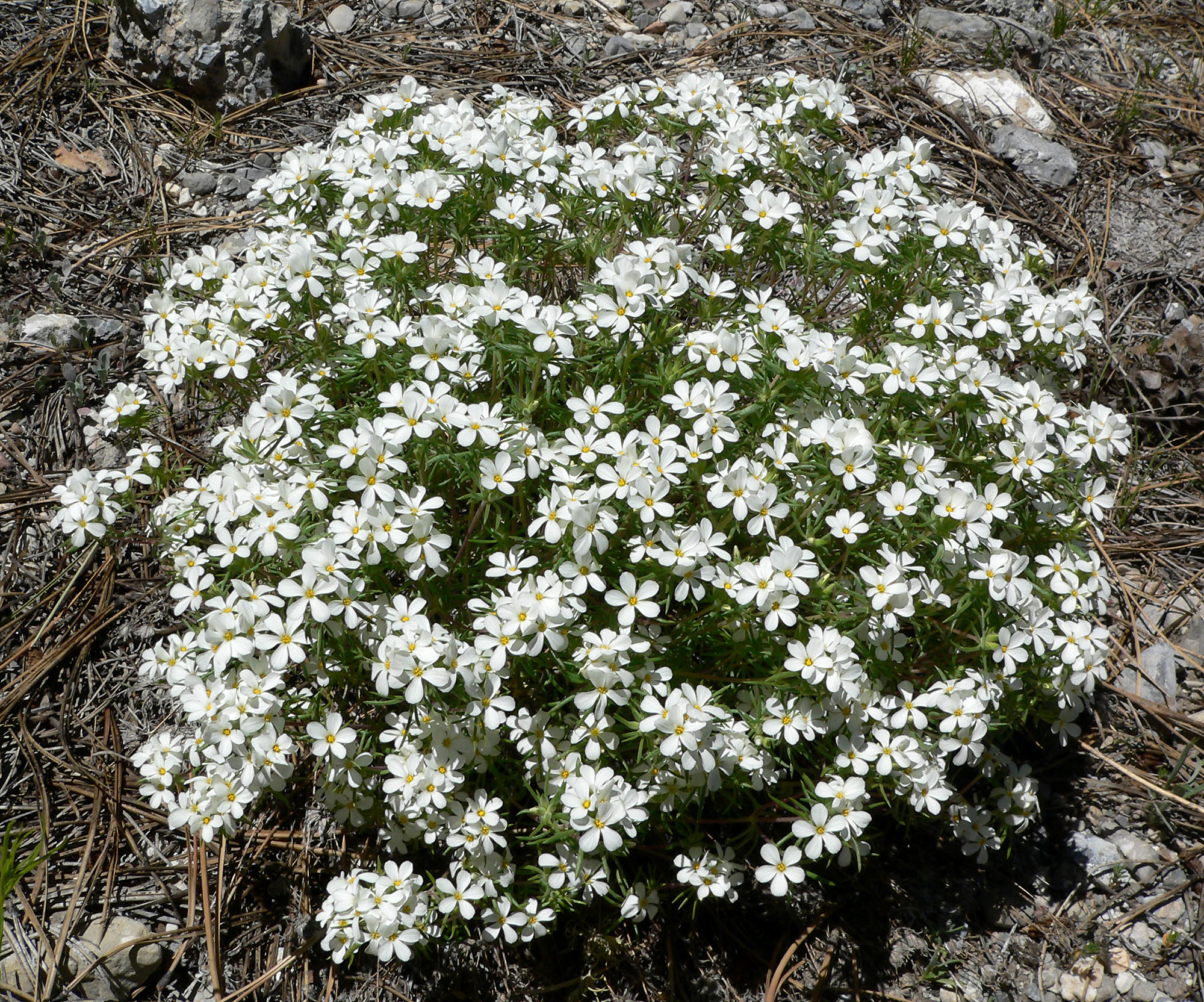
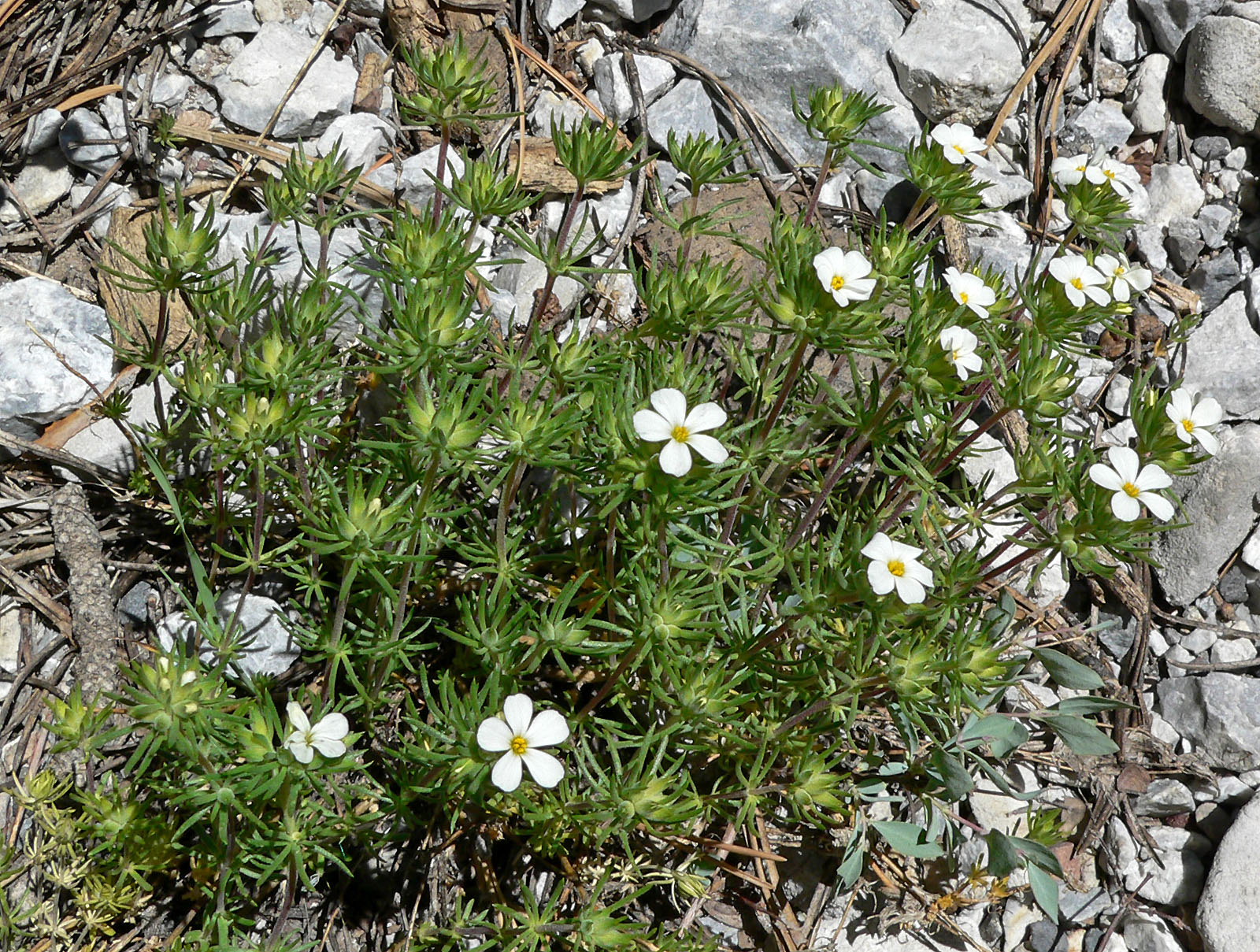
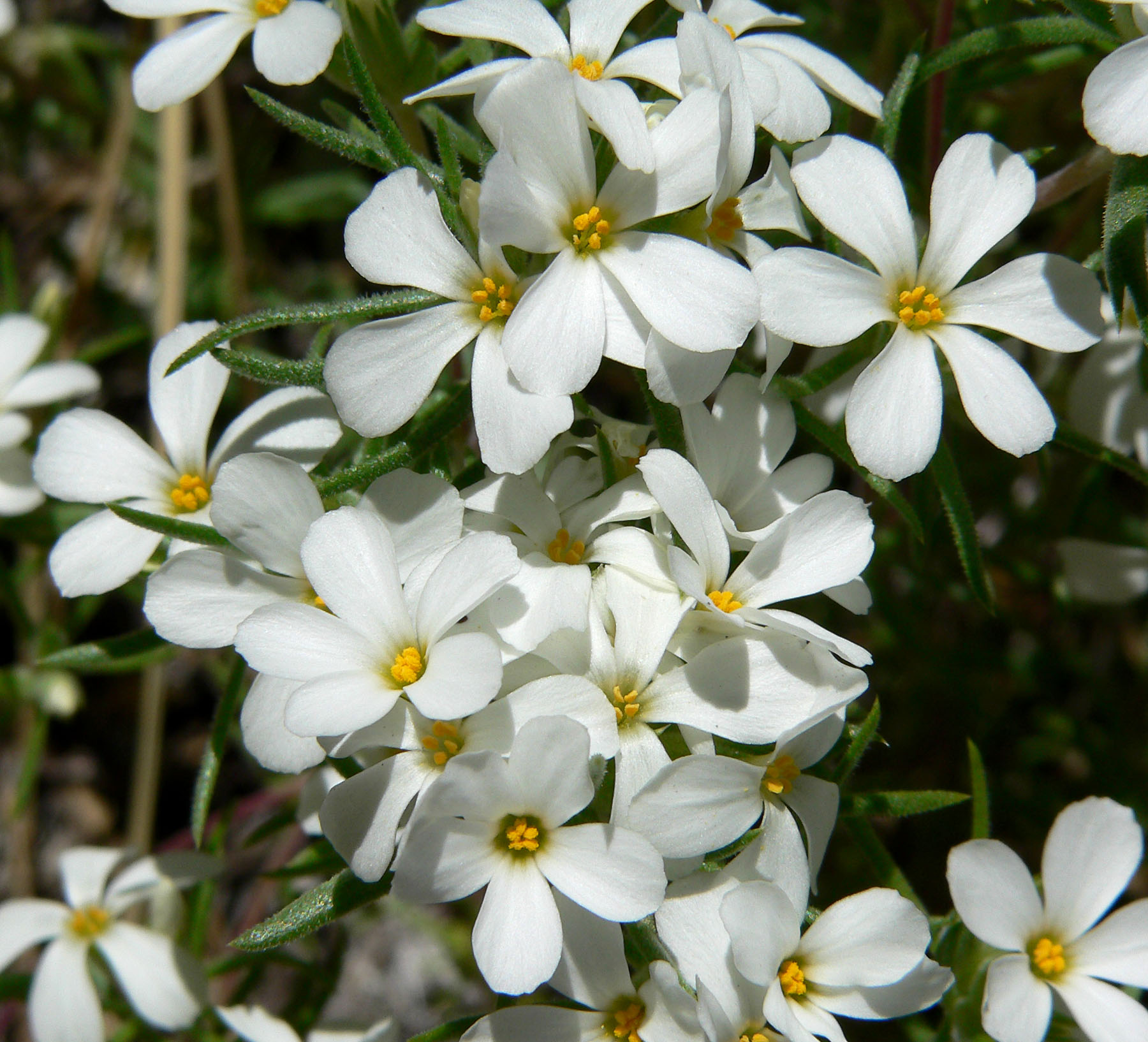